# Anemia didicusana
Anemia didicusana är en ormbunkeart som beskrevs av L. D. Gómez. Anemia didicusana ingår i släktet Anemia och familjen Anemiaceae. Inga underarter finns listade.